# Berliet C2
Der Berliet C2 war ein Fahrzeugchassis mit Motor für Pkw-Aufbauten aus dem Jahr 1908, welches wegen der Motorisierung auch als Berliet 22 CV bezeichnet wird. Der Hersteller war Berliet in Lyon; er lieferte das Chassis nur ohne Aufbau.

## Technik und Geschichte
Der Wagen hatte einen Vierzylindermotor (Bohrung 100 mm, Hub 120 mm, Hubraum 3770 cm³), der 22 PS bei 1000/min leistete. Steuerlich war er mit 16 CV fiscaux eingestuft.
Das Getriebe hatte vier Vorwärtsgänge und einen Rückwärtsgang. Die Kraft wurde über eine Kardanwelle an die Hinterachse übertragen. Der Berliet C2 war damit (zusammen mit dem Berliet C1) das erste Fahrzeug von Berliet mit Kardan- statt Kettenantrieb. Der Radstand betrug 3,015 m.
Wie lange der Berliet C2 gebaut wurde, ist aus den zur Verfügung stehenden Unterlagen nicht zu ersehen. Bekannt sind die Chassisnummernreihen 3005–3129, 3150–3249 und 3301–3340. Falls diese Nummern lückenlos belegt waren, wurden 265 Berliet C2 gebaut. Im März 1908 erhielt der Wagen die allgemeine Betriebserlaubnis.
Ein Exemplar ist im Besitz des Conservatoire der Fondation Berliet. Ausgestellt ist es im Musée des Confluences in Lyon.